# لنفوم میان سینه‌ای سلول بی اولیه
لنفوم سلول بی میان سینه ای اولیه که در انگلیسی Primary mediastinal B-cell lymphoma PMBL  خوانده می‌شود. گونه ای لنفوم است که در میان‌سینه (مدیاستنیوم) رشد می‌کند و بیشتر بزرگسالان جوان را گرفتار می‌کند.
این لنفوم گونه ای از لنفوم بزرگ سلول بی منتشر است. گرچه پیش آگهی آن به‌طور قابل توجهی بهتر است.